# Janina Oyrzanowska-Poplewska

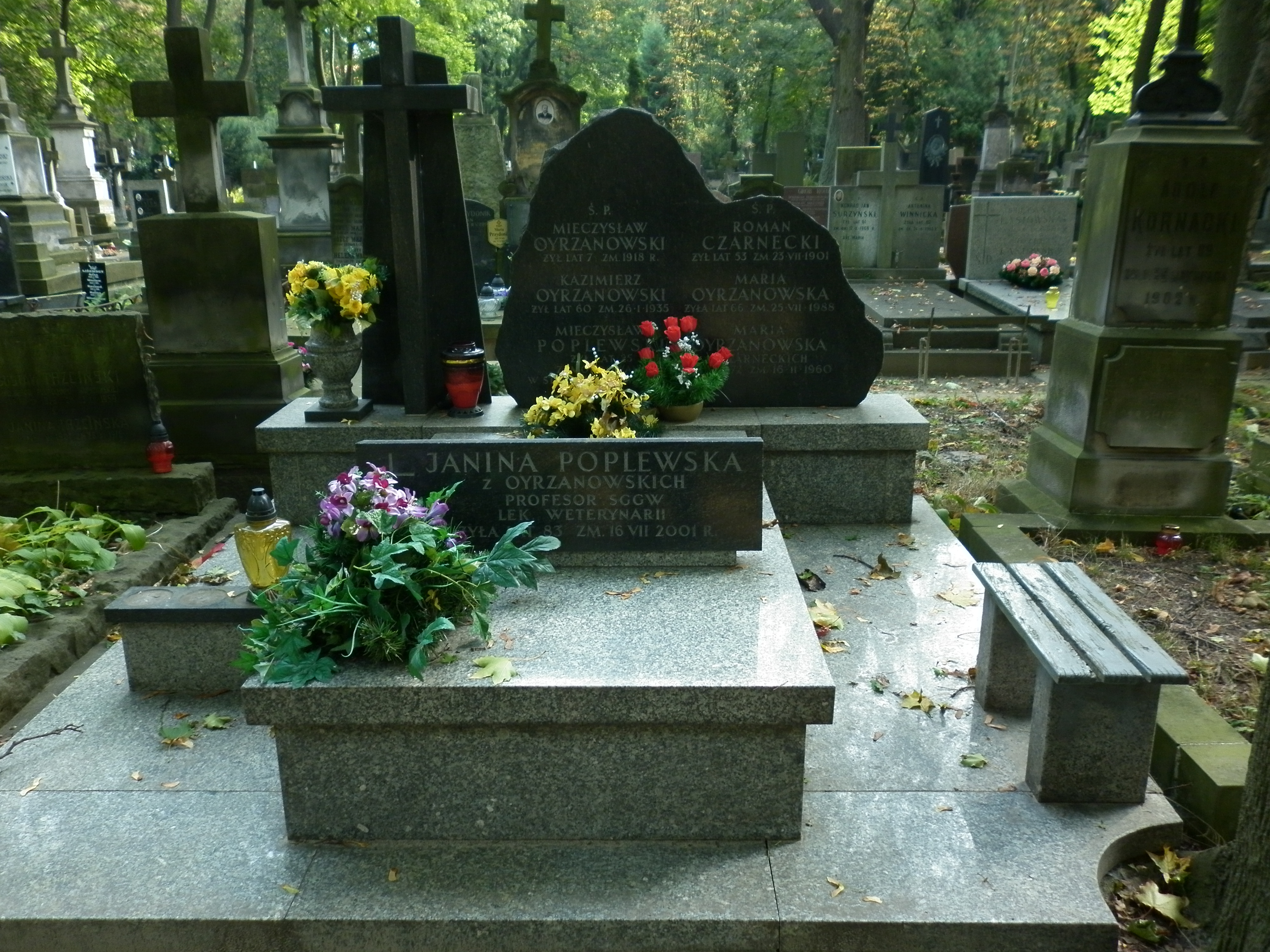
Grób Janiny Oyrzanowskiej-Poplewskiej na cmentarzu Powązkowskim w Warszawie

Janina Oyrzanowska-Poplewska (ur. 2 maja 1918 w Warszawie, zm. 16 lipca 2001 tamże) – polska lekarz weterynarii, profesor doktor habilitowany nauk weterynaryjnych, specjalistka epizootiologii. 

## Życiorys
Po uzyskaniu świadectwa dojrzałości w 1936 rozpoczęła studia na Wydziale Weterynaryjnym UW i do 1939 zaliczyła trzy lata studiów. Po zakończeniu wojny podjęła dalsze studia na Wydziale Weterynaryjnym UMCS w Lublinie. Dyplom lekarza weterynarii uzyskała jednak na Wydziale Weterynaryjnym UW w Warszawie w 1950. Pracę naukową rozpoczęła na uczelni zdobywając tam kolejne stopnie naukowe. Swoją dalszą karierę zawodową związała już do końca życia z Wydziałem Weterynaryjnym SGGW w Warszawie.
Od początku pracy zawodowej koncentrowała się głównie na chorobach wirusowych psów, ze szczególnym uwzględnieniem nosówki i zakaźnego zapalenia wątroby psów i lisów. Były to pionierskie prace w tym czasie w Polsce. Profesor ma swój wkład w opracowanie pierwszej krajowej szczepionki przeciwko nosówce. Kolejnym z zainteresowań naukowych były badania nad wścieklizną, mechanizmami działań szczepionki, patogenezą wścieklizny i mechanizmami odporności poszczepiennej.  Była współautorką podręcznika Choroby mięsożernych zwierząt futerkowych.
Była członkiem Polskiego Towarzystwa Mikrobiologicznego oraz Polskiego Towarzystwa Nauk Weterynaryjnych, gdzie pełniła funkcję Przewodniczącej Sekcji Epizootiologicznej i Sekcji Warszawskiej.

### Życie pod okupacją hitlerowską
Jej mąż Mieczysław Poplewski, oficer rezerwy został uwięziony w Starobielsku i zamordowany przez NKWD. Od czasu zamknięcia warszawskiego getta w 1940, nie zważając na zagrożenie śmiercią dostarczała żywność i leki swoim sąsiadom żydowskiego pochodzenia z ul. Mokotowskiej. Od maja 1941 do końca powstania warszawskiego ukrywała w swoim mieszkaniu Polaków pochodzenia żydowskiego. Fakty te opisano w książce W. Bartoszewskiego Ten jest z ojczyzny mojej. Udzielała też schronienia zbiegłym z niewoli niemieckiej jeńcom radzieckim. Jej warszawski dom był od 1939 skrzynką kontaktową Polskiego Związku Zachodniego i konspiracyjną drukarnią w której tworzono fałszywe dokumenty.
Za jej heroiczną postawę w 1980 została uhonorowana przez Jad Waszem medalem Sprawiedliwy wśród Narodów Świata.
Pochowana na cmentarzu Powązkowskim (kwatera 87-6-7/8).